# Mark Warburton
Mark Warburton (* 6. September 1962 in London) ist ein ehemaliger englischer Fußballspieler und aktueller -trainer. Zuletzt trainierte er den englischen Zweitligisten Queens Park Rangers.

## Karriere

### Als Spieler
Mark Warburton begann seine Karriere in den 1970er Jahren in der Jugend von Leicester City. In den 1980er Jahren spielte er auf der Position des Innenverteidigers für den FC Enfield und FC Boreham Wood im englischen Non-League football. Aufgrund einer Kreuzbandverletzung beendete er seine Karriere als Spieler vorzeitig.

### Als Trainer
Bevor Warburton Trainer wurde, arbeitete er als Broker in London und New York City. Im Dezember 2013 wurde Warburton als neuer Trainer des FC Brentford vorgestellt, nachdem Uwe Rösler während der laufenden Saison zu Wigan Athletic gewechselt war. Im Sommer 2015 wechselte Warburton als Trainer zum schottischen Zweitligisten Glasgow Rangers. Warburton war damit der 15. Trainer in der Vereinsgeschichte seit 1872, und der erste Engländer auf dem Trainerposten. Den Rangers verhalf er in der ersten Saison zum Zweitligameistertitel und den Sieg im Challenge Cup. Nach der erfolgreichen Spielzeit wurde der Vertrag in Glasgow vorzeitig verlängert. Am 10. Februar 2017 meldete der Verein den Rücktritt von Warburton. Einen Monat später übernahm er den Trainerposten beim englischen Zweitligisten Nottingham Forest, wo er bereits neun Monate später entlassen wurde.
Im Mai 2019 übernahm er den Trainerposten beim Zweitligisten Queens Park Rangers. Nach einem dreizehnten Platz in seiner ersten Spielzeit, beendete er die EFL Championship 2020/21 mit seiner Mannschaft auf dem neunten Tabellenrang. Auch in seiner dritten Spielzeit als Trainer von QPR blieb ihm mit seinem Team als Elfter der Einzug in die Aufstiegs-Play-offs verwehrt. Ende April 2022 wurde daher bekannt, dass QPR den auslaufenden Vertrag von Mark Warburton nicht verlängern wird und die Zusammenarbeit damit endet.

## Erfolge
als Trainer:
mit den Glasgow Rangers:
- Schottischer Zweitligameister: 2016
- Scottish League Challenge Cup: 2016